# Университет Паленсии
Университет Паленсии (исп. Universidad de Palencia) — первый испанский университет, основанный королём Кастилии Альфонсо VIII в городе Паленсии по просьбе местного епископа. Стал праобразом Саламанкского университета. Обладал статусом Studium generale.

## История
Университет был основан около 1212 года, вскоре после знаменитой победы при Лас-Навас-де-Толоса (по другим источникам университет был основан уже в 1208 году). Король вызвал из Франции и Италии известных преподавателей различных искусств и наук, удерживая их в Паленсии большими зарплатами. Преподавание было сосредоточено на искусстве, теологии и юридиспруденции (каноническое право и гражданское право).
Смерть основателя в 1214 год и успехи университета в Саламанке привели к постепенному упадку университета Паленсии. Многие из профессоров и студентов отправились в Саламанку. От этого возникло ошибочное мнение о переводе университета из Паленсии в Саламанку.
Святой Доминик, основатель ордена доминиканцев, считал Паленсию своей альма-матер.
В 1243 году архиепископ Родриго сообщает, что, несмотря на кризис, учёба в университете продолжалась и что кардинал-легат Хуан де Абвиль на Вальядолидском совете в 1228 году попытался возродить университет. Епископ Фернандо получил от Урбана IV буллу, предоставляющую профессорам и студентам Паленсии все привилегии Парижского университета.
Однако отсутствие финансовой поддержки и близость процветающего университета Саламанки сделали возрождение паленсийского университета невозможным, и он исчез до конца XIII века, вероятно в 1264 году, когда университет был определённо переведён в Вальядолид.